# Muzeul de Istorie și Etnografie din Bălți
Muzeul de Istorie și Etnografie este unicul muzeu din Bălți.

## Istorie
La 14 octombrie Comitetul executiv Bălți emite un ordin în baza hotărârii nr. 138 din 16 aprilie 1960 a Consiliului de Miniștri ai RSSM  de a crea în orașul Bălți muzeul de istorie și studiere a ținutului natal cu localul provizoriu în strada Dostoevschi nr. 22. Au fost angajați colaboratori, numit în funcție directorul Petru Grițenco, s-a început lucrul de cercetare a exponatelor, un ajutor prețios la organizarea primei expoziții a acordat Muzeul de Stat de Istorie și stodiere a ținutului al RSSM .
La 10 martie este adoptată o nouă hotărâre a Comitetului executiv Bălți de a transfera provizoriu muzeul în clădirea catedralei Sf. Împărați Constantin și Elena, construită în anii 1924 – 1934 de către arhitectorul A. Gabrilescu. Muzel a activat în clădirea catedralei timp de 30 de ani.
În 1990 Muzeul a fost transferat iarăși într-un alt local provizoriu în clădirea fostului club „Constructorul” care nu corespunde cerințelor unui muzeu. Sala care a fost recomandată cu insistență de către autoritățile orașului pentru expoziție nu poate fi folosite din cauza coloanelor, scenei și înclinării podelei. Lăsa de dorit aspectul estetic al clădirii.
Anterior, colectivul muzeului s-a adresat conducerii cu rugăminte de a i se acorda ca local clădirea fostei prefecturi. Atunci autoritățile orășenești au declarat că clădirea va fi demolată, deorece nu sunt destul bani pentru renovare. Totuși în clădirea istorică a fost păstrată și în prezent se află Oficiul Stării Civile.
În această perioadă s-au organizat expoziții temporare, mese rotunde, concursuri de istorie, lecții, seminare simpozioane științifice. 
La 12 februarie 2004, prin decizia primarului municipiului, Muzeului de Istorie și Etnografie i se acordă localul pe strada Lăpușneanu 2 – clădirea fostului liceu evreiesc. Reparațiile localului au durat 3 ani și au costat 855 mii lei. În luna noiembrie 2008 muzeul bălțean și-a deschis ușile pentru vizitatori. Din cauza spațiului mic expoziția nu era consecventă, reprezintă un conglomerat de informații - într-o sală sunt expuse nu numai piese arhiologice ci și materiale referitoare la perioada interbelică.
În 2019, muzeul a cumpărat fosta clădire a Institutului Nistrean. La scurt timp, a demarat transferarea exponatelor în sediul nou. Redeschiderea muzeului a avut loc în mai 2023.

## Colecții

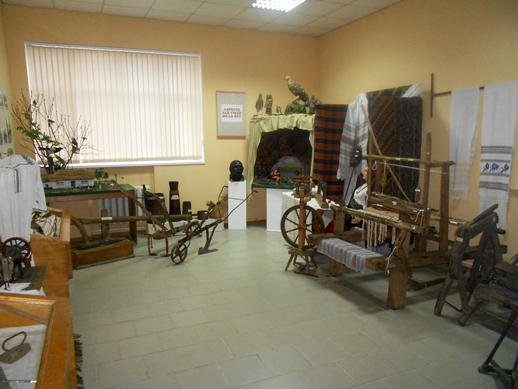
Sală de expoziție

Muzeul din Bălți dispune de un fond muzeistic, de bunuri materiale mobile în număr de 34 027 unități, dintre care fond de bază - 22 661 unități. Exemple de valori sunt: colecția variată de arhilogie, numistică (dinarul roman cu chipul împăratului Marcus Aurelius, monedă bizantină), medalii și monede dedicate lui Mihai Eminescu); documente vechi (scrisori și circulare emise de Visarion Puiu), armament (spada unui ostaș din armata lui Ștefan cel Mare); etnografie (costume naționale) . Printre exponate se evidențiază o bisericuță, cu înălțime de circa un metru, confecționată integral din miez de pâine, păstrată anterior la Catedrala „Sfântul Nicolae” din Bălți .
În fiecare an se organizează un șir de activități, printre care un simpozion științific și zilele „ușilor deschise” pentru vizitatori în fondul instituției.

## Administrație
- Director: Ludmila Dobrogeanu.
- Custode-șef: Lucia Neagu
- Muzeografi: Mariana Mihalevschi, Rotari Ludmila, Danilescu Nadejda